# Contea di Door
La contea di Door, in inglese Door County, è una contea dello Stato del Wisconsin, negli Stati Uniti. La popolazione al censimento del 2000 era di 27 961 abitanti. Il capoluogo di contea è Sturgeon Bay.